# 만델라 (로마현)
만델라(이탈리아어: Mandela)는 이탈리아 라치오주 로마현에 위치한 코무네다. 로마로부터 북동쪽 40km 거리에 있다.